# Сражение при Равенне (476)
Сражение при Равенне — состоявшееся 2 сентября 476 года около Равенны сражение, в котором войско мятежников-федератов во главе с Одоакром победило остатки армии Западной Римской империи под командованием Павла. Победа в битве позволила Одоакру успешно завершить поднятый им против Флавия Ореста мятеж, сместить последнего римского императора Ромула Августа с престола и тем самым ликвидировать Западную Римскую империю.

## Исторические источники
О сражении при Равенне 476 года и связанных с ней событиях сообщается в нескольких раннесредневековых исторических источниках: «Житии святого Епифания» Магна Феликса Эннодия, хронике Анонима Валезия, «Письме к Пасхазию» Евгиппия, «О происхождении и деяниях гетов» Иордана, «Старших Венских фастах», «Копенгагенском продолжении „Хроники“ Проспера Аквитанского», хрониках Кассиодора и Марцеллина Комита.

## Предыстория
В августе 475 года военачальник Флавий Орест, которому правитель Западной Римской империи Юлий Непот поручил защиту областей Южной Галлии, поднял мятеж. С верными ему войсками Флавий Орест двинулся на Рим, где в тот момент находился Юлий Непот, сверг его и 31 октября возвёл на престол своего четырнадцатилетнего сына Ромула Августа. В следующем году находившиеся в Северной Италии отряды федератов (в основном из герулов, скиров и других восточногерманских племён) попросили у Флавия Ореста отдать им треть земель Апеннинского полуострова для проживания или получаемые с этих территорий государственной казной налоги. Это требование соответствовало римским законам о воинской службе, согласно которым воины содержались за счёт расселения (лат. hospitalitas; буквально — «гостеприимство») во владениях земельных собственников. Однако не желая экспроприировать владения богатых римлян, Флавий Орест отклонил эту просьбу. Результатом стал возглавленный Одоакром мятеж расквартированных в Италии федератов.
Узнав о восстании, Флавий Орест укрылся в Павии, но та 22 августа была захвачена войском Одоакра. На следующий день Одоакр был провозглашён королём (лат. rex), а бежавший незадолго до падения Павии Флавий Орест 28 августа был убит вблизи Пьяченцы.

## Ход сражения
От Павии войско Одоакра двинулось к столице Западной Римской империи Равенне. Здесь 2 сентября в сражении мятежники разгромили городской гарнизон и остатки регулярных императорских войск, которыми командовал брат Флавия Ореста Павел.
4 сентября вблизи порта Классис Павел был схвачен людьми Одоакра и казнён. В тот же день мятежники без сопротивления вошли в Равенну. Тогда же (4 сентября) или уже 5 сентября Одоакр вынудил Ромула Августа отречься от престола и сам стал правителем Римской Италии.

## Последствия
Одоакр не принял императорский титул, довольствуясь титулом король. Он — первый правитель Италии варварского происхождения. Таким образом, был положен конец существованию Западной Римской империи. На территории итальянских владений Римской империи было образовано первое из варварских королевств в истории Апеннинского полуострова — государство Одоакра. Дата отречения Ромула Августула — 4 или 5 сентября 476 года — многими историками считается условным концом Древнего мира и началом Средних веков.